# Tunisz
Tunisz (arab írással تونس , tudományos átiratban Tūnis) Tunézia fővárosa. Elővárosok nélkül 2022-ben mintegy 600 ezer lakosa volt.

## A név eredete
A város neve valószínűleg a berber eredetű "eltölteni az éjszakát" kifejezésből származik.

## Földrajz

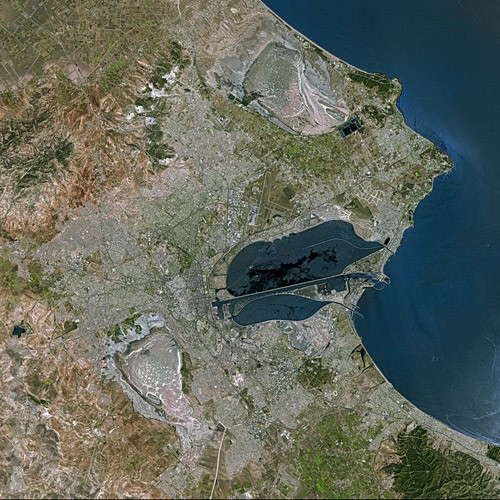
Tuniszi műholdképen

A hatalmas Tuniszi-öböl partján fekszik, amelyhez a Tuniszi-tó köti, illetve egy csatorna köti La Goulette (Halk al-Wádí) kikötőjéhez. A város a parti síkságon és az azt körülvevő dombvidéken fekszik. A város középpontjától keletre fekszik az óváros (medina-negyed), északra pedig a Belvedere nevet viselő főváros.
A medina a város központja: sűrűen lakott, sikátorok és fedett folyosók szövevénye, pezsgő kereskedelem, intenzív színek és illatok keveredése, különféle áruk, műhelyek és szuvenírüzletek termékeinek tömkelege jellemzi. Az újváros, a Ville Nouvelle a Francia Kapun – régebben Tengeri Kapu – túl kezdődik. A széles Burguiba sugárút vágja ketté, ahol a gyarmati korszak épületei magasodnak.

### Éghajlat
Tunisz forró mediterrán éghajlattal rendelkezik. A nyár forró és száraz, gyakori a 40 °C feletti hőmérséklet is ekkor. A tél enyhébb, valamint ekkor hullik a legtöbb csapadék a városra.
| Hónap                                                            | Jan. | Feb. | Már. | Ápr. | Máj. | Jún. | Júl. | Aug. | Szep. | Okt. | Nov. | Dec. | Év   |
| ---------------------------------------------------------------- | ---- | ---- | ---- | ---- | ---- | ---- | ---- | ---- | ----- | ---- | ---- | ---- | ---- |
| Rekord max. hőmérséklet (°C)                                     | 25,2 | 29,8 | 35,2 | 33,0 | 39,0 | 45,2 | 46,7 | 46,8 | 44,4  | 39,9 | 31,6 | 25,9 | 46,8 |
| Átlagos max. hőmérséklet (°C)                                    | 15,7 | 16,5 | 18,1 | 20,7 | 24,9 | 29,0 | 32,6 | 32,7 | 29,7  | 25,2 | 20,5 | 16,7 | 23,6 |
| Átlaghőmérséklet (°C)                                            | 11,5 | 12,0 | 13,2 | 15,6 | 19,3 | 23,2 | 26,3 | 26,8 | 24,4  | 20,4 | 15,9 | 12,5 | 18,5 |
| Átlagos min. hőmérséklet (°C)                                    | 8,2  | 8,4  | 9,3  | 10,4 | 13,7 | 17,3 | 20,0 | 20,8 | 19,0  | 15,5 | 11,3 | 9,2  | 13,6 |
| Rekord min. hőmérséklet (°C)                                     | −1,7 | −1,0 | 0,4  | 2,6  | 5,9  | 9,6  | 12,9 | 13,4 | 12,1  | 5,5  | 2,4  | −0,4 | −1,7 |
| Átl. csapadékmennyiség (mm)                                      | 59   | 57   | 47   | 38   | 22   | 10   | 3    | 7    | 32    | 65   | 56   | 66   | 462  |
| Havi napsütéses órák száma                                       | 145  | 165  | 198  | 225  | 282  | 309  | 356  | 328  | 258   | 217  | 174  | 148  | 2805 |
| Forrás: World Meteorological Organization, Hong Kong Observatory |      |      |      |      |      |      |      |      |       |      |      |      |      |

## Történelem

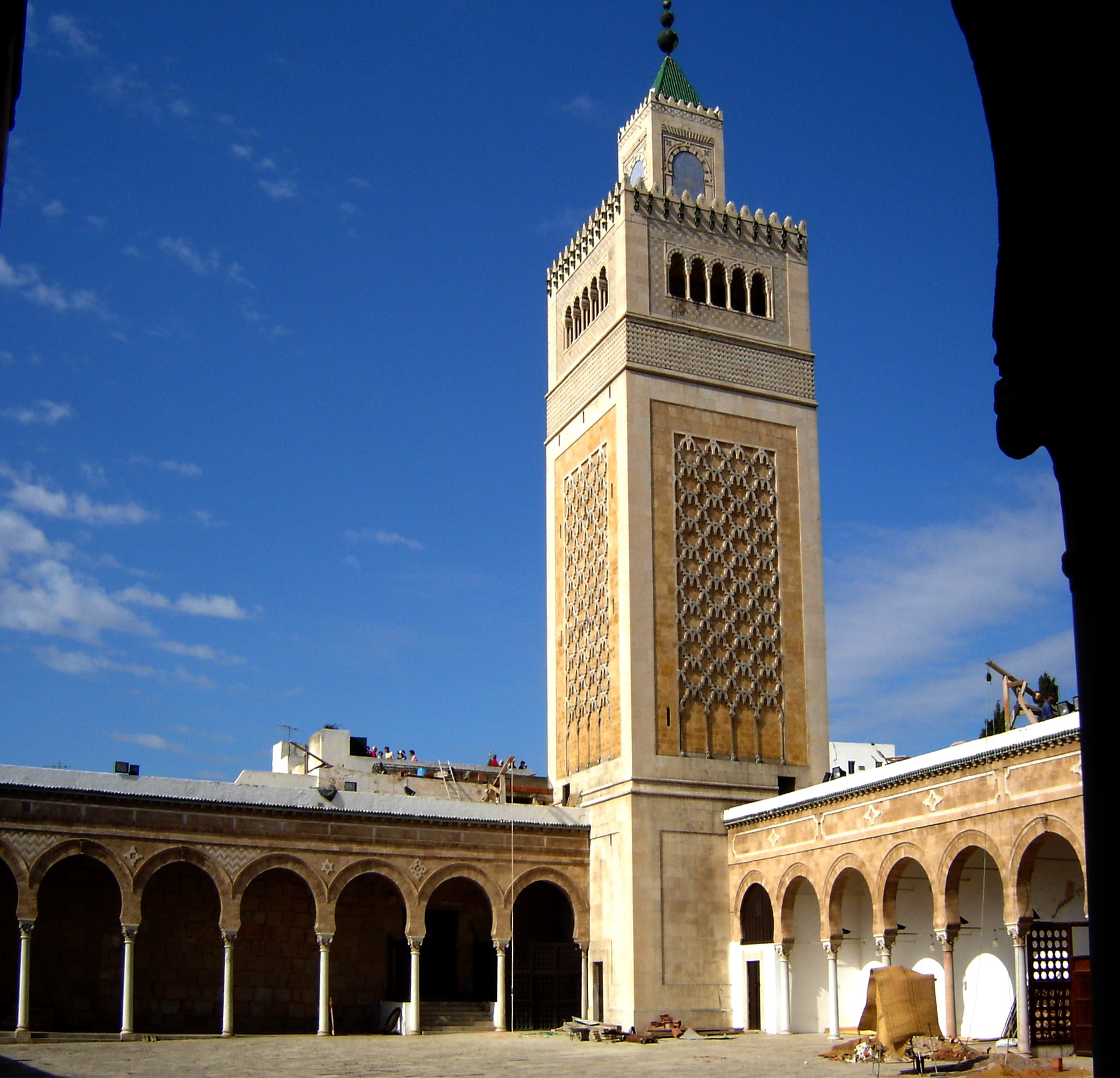
A Zitouna-mecset minaretje

Tunisz az egyik legöregebb város a Földközi-tenger partján, múltja az idők homályába vész, melynek történelmét gyakran egészen a punok előtti időkig, az i. e. 12 századig vezetik vissza. A település helyén egykor egy kis falu állt, később pedig a nagy rabszolgatartó állammá terebélyesedő Karthágó erődített külvárosa volt. A pun háborúk és Karthágó elpusztítása után római, vandál, majd bizánci fennhatóság alatt állt. Ekkor veszített ugyan fontosságából, de stratégiai jelentősége megmaradt, mivel a karthágóiak, rómaiak és bizánciak elsősorban flottáikra támaszkodtak, ezért szükségük volt Tunisz nyílt tenger közelében fekvő kikötőjére.
A Bizánci Birodalom észak-afrikai tartományát, az Afrikai Exarchátust a 7. században sorozatos arab támadások érték. A fővárost, Karthágót 698-ban az arabok foglalták el, és a bagdadi kalifátus része lett. Az új arab hódítók legfőbb katonai ereje a lovasság volt. Hasszán Ben Norman emír, az arab város alapítója itt, a tenger és a hegyvidék felől egyaránt védhető földnyelv belső részén nagy katonai tábort létesített. A gyorsan fejlődő település egy rövid ideig az aglabida birodalom fővárosa is volt, majd I. Ibrahim (894-905) rezidenciáját ide tette át Kairuánból.
1159-ben Tunisz lett a Hafszida dinasztia fővárosa. 1270-ben IX. Lajos francia király rövid időre elfoglalta a várost. 1534-ben a törökök érkeztek a városba, de a következő évben már V. Károly volt a város ura. 1591 után a török bejek gyakorlatilag függetlenséget élveztek az Oszmán Birodalomban. 1655-ben az angol Robert Blake admirális érkezett a vidékre, és Porto Farinánál megütközött a bej hadseregével és szétverte azt.
1881-ben a franciák elfoglalták az országot. 1942-ben innen indultak az amerikaiak útnak, hogy megkezdjék a szicíliai partraszállást. 1956-ban lett független Tunézia, amelynek fővárosa Tunisz lett.

## Gazdaság
Tunisz városa mindenekfelett Tunézia fővárosa, ahol az ország népességének tizede él és dolgozik, és ahol a gazdaság jelentős része összpontosul, nem beszélve az adminisztratív és politikai funkciókról. Tunézia utóbbi évtizedekben mutatott gazdasági növekedésének hatásai jól látszanak az összevissza külvárosokon, melyek a modern Tunézia problémáit és társadalmi ellentmondásait is híven tükrözik.

## A város szülöttei
- Serge Adda, A francia TV5 elnöke.
- Claudia Cardinale, olasz színésznő
- Bertrand Delanoë, párizsi polgármester
- Radi Zsaidi, tunéziai labdarúgó
- Nicola Pietrangeli, olasz teniszező
- Karim Saidi, tunéziai labdarúgó

## Látnivalók
A város és környékének látnivalói:
- A város medinája (óvárosa). Az UNESCO világörökség része, Három részre oszlik, egy 8. századi központi városmagra, valamint két 13. századi kerületre. A legfontosabb épület a város fő mecsete, a Olajfa-mecset volt.
- Bardo Nemzeti Múzeum, híres, hihetetlenül jól megőrzött mozaikpadlókkal a hellenisztikus és római korszakból
- Karthágó romjai
- Sidi Bou Said andalúz stílusú tengerparti negyede egyfajta bohém művésznegyed, és a tunisziak kedvelt hétvégi pihenőhelye. Nincsenek nagyobb turisztikai látványosságok (ez része a varázsának), inkább tétlen sétához, csecsebecsék vásárlásához és egy kávéval való hátradőléshez megfelelő, hogy az ember élvezze a tájat.[3]
- La Goulette (Tunisz kikötője). A modern kikötőn túl a hosszú homokos strand a város egyik legnépszerűbb helyszíne az esti és hétvégi kikapcsolódáshoz.